# Ясуда Кан

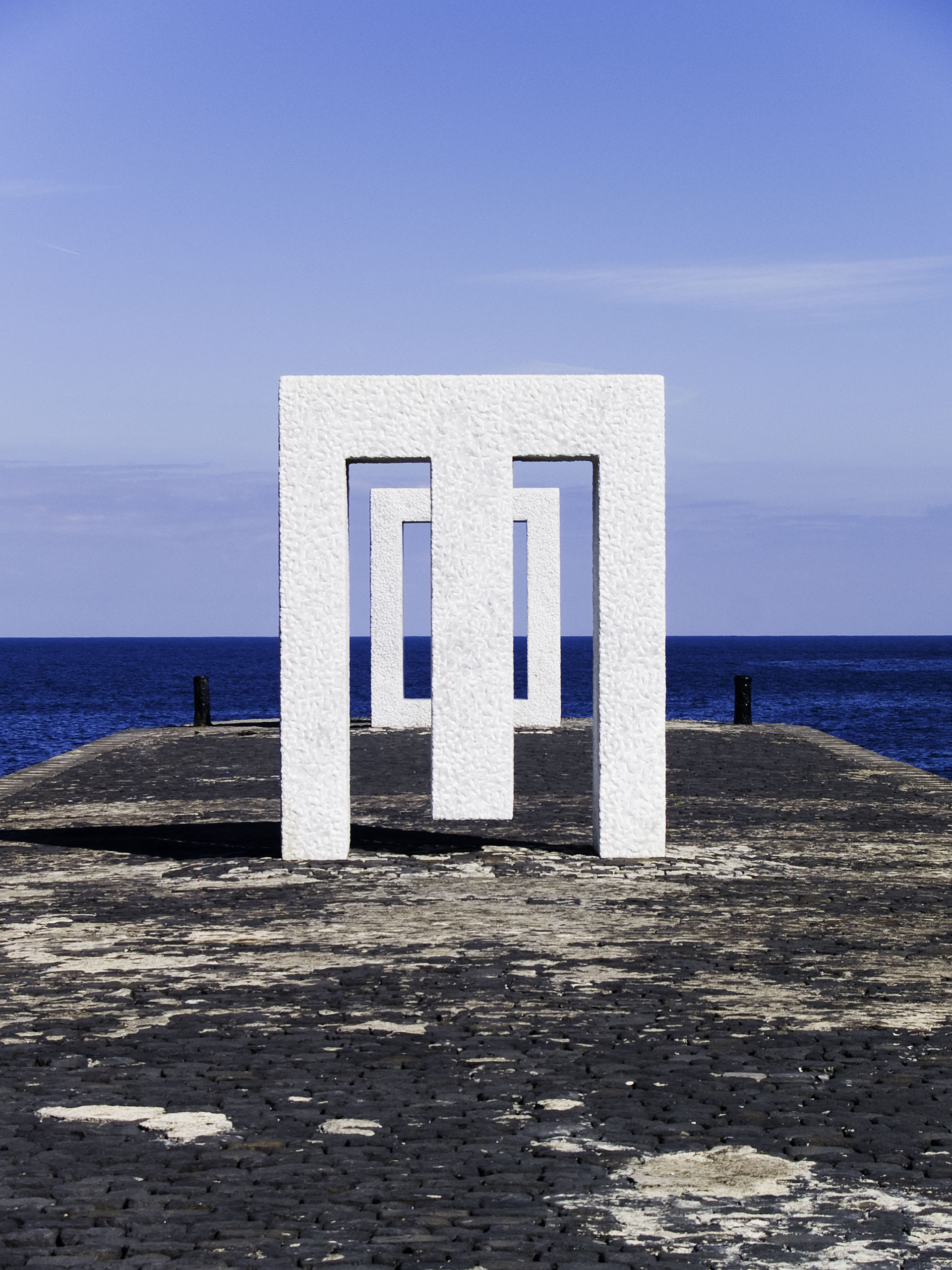
«Врата Гарачико», Гарачико

Ясуда Кан (яп. 安 田 侃, 1945, Біба, Японія) — японський скульптор.

## Життєпис
У 1969 закінчує Токійський університет мистецтв за класом скульптури. Потім, отримавши стипендію італійського уряду, вчиться в Римі в Академії витончених мистецтв, у Перикле Фаззані.
Вперше окремі роботи скульптора виставлялися в 1966 в  Музеї Токіо - (Кокура) і в художній галереї Мару, в Саппоро (Дзендотен, за останню Кан Ясуда був нагороджений премією). 
У 1969 організовується його перша персональна виставка в галереї Даймар, в Саппоро.
Створює свої скульптурні твори як в мармурі, так і в бронзі.